# RHEBL1
RHEBL1 (англ. RHEB like 1) – білок, який кодується однойменним геном, розташованим у людей на 12-й хромосомі. Довжина поліпептидного ланцюга білка становить 183 амінокислот, а молекулярна маса — 20 682.
| 10         |  | 20         |  | 30         |  | 40         |  | 50         |
| ---------- |  | ---------- |  | ---------- |  | ---------- |  | ---------- |
| MPLVRYRKVV |  | ILGYRCVGKT |  | SLAHQFVEGE |  | FSEGYDPTVE |  | NTYSKIVTLG |
| KDEFHLHLVD |  | TAGQDEYSIL |  | PYSFIIGVHG |  | YVLVYSVTSL |  | HSFQVIESLY |
| QKLHEGHGKT |  | RVPVVLVGNK |  | ADLSPEREVQ |  | AVEGKKLAES |  | WGATFMESSA |
| RENQLTQGIF |  | TKVIQEIARV |  | ENSYGQERRC |  | HLM        |  |            |

A: Аланін

C: Цистеїн

D: Аспарагінова кислота

E: Глутамінова кислота

F: Фенілаланін

G: Гліцин

H: Гістидин

I: Ізолейцин

K: Лізин

L: Лейцин

M: Метіонін

N: Аспарагін

P: Пролін

Q: Глутамін

R: Аргінін

S: Серин

T: Треонін

V: Валін

W: Триптофан

Кодований геном білок за функцією належить до ліпопротеїнів. 
Задіяний у таких біологічних процесах, як альтернативний сплайсинг, метилювання. 
Білок має сайт для зв'язування з нуклеотидами, іонами металів, ГТФ, іоном магнію. 
Локалізований у цитоплазмі, мембрані.